# Sergio Francisco Ramos
Sergio Francisco Ramos, más conocido como Sergio Francisco (Irún, 19 de marzo de 1979), es un exfutbolista español. Actualmente es el entrenador de la Real Sociedad de la Primera División de España.

## Trayectoria

### Como jugador
Es un delantero natural de Irún, formado en la cantera de la Real Sociedad. Tras salir del club donostiarra, jugaría mayoritariamente en la Segunda División B de España formando parte de los clubs SD Eibar, CD Onda, Real Unión de Irún, Zamora CF, Lorca Deportiva CF, Club Gimnàstic de Tarragona y Sestao River Club. Terminó su carrera deportiva en 2012 en el Club Deportivo Laudio.

### Como entrenador
Al terminar su carrera como jugador se integra en el cuadro técnico del Real Unión. En verano de 2012 se convierte en el segundo entrenador del equipo, entonces dirigido por Imanol Idiakez. En 2013 toma la posición de entrenador. Al concluir la temporada 2013-2014 el club anuncia la no renovación de Francisco como entrenador.
Tras salir del club de Irún, ingresa en la cantera de la Real Sociedad para dirigir a su equipo juvenil y ser segundo entrenador de la Real Sociedad C. El 5 de julio de 2017, la Real Sociedad anunció que Sergio Francisco pasaba de ser segundo entrenador del segundo filial donostiarra a ser el primer entrenador de la Real Sociedad C, al que dirigiría durante cinco temporadas.
El 31 de mayo de 2022, se convierte en entrenador de la Real Sociedad B, recién descendido a la Primera División RFEF.

## Clubes

### Como jugador
| Club                        | País   | Año       |
| --------------------------- | ------ | --------- |
| Real Sociedad               | España | 2000-2001 |
| SD Eibar                    | España | 2000-2001 |
| CD Onda                     | España | 2001-2002 |
| Real Unión de Irún          | España | 2002-2003 |
| Zamora CF                   | España | 2003-2004 |
| Lorca Deportiva CF          | España | 2004-2005 |
| Club Gimnàstic de Tarragona | España | 2004-2005 |
| Real Unión de Irún          | España | 2005-2011 |
| Sestao River Club           | España | 2011      |
| Club Deportivo Laudio       | España | 2011-2012 |

### Como entrenador
| Club                             | País   | Año       |
| -------------------------------- | ------ | --------- |
| Real Unión Club (2.º entrenador) | España | 2012-2013 |
| Real Unión Club                  | España | 2013-2014 |
| Real Sociedad C                  | España | 2017-2022 |
| Real Sociedad B                  | España | 2022-2025 |
| Real Sociedad                    | España | 2025-Act. |

## Estadísticas como entrenador
| Equipo                     | Div.                | Temporada           | Liga  | Liga | Liga | Liga | Liga |       | Copa | Copa | Copa | Copa  |   | Internacional | Internacional | Internacional | Internacional | Internacional |   | Otros | Otros | Otros | Otros |    | Totales     | Totales | Totales | Totales | Totales | Totales | Totales | Totales |
| Equipo                     | Div.                | Temporada           | Part. | G    | E    | P    | Pos. | Part. | G    | E    | P    | Part. | G | E             | P             | Pos.          | Part.         | G             | E | P     | Part. | G     | E     | P  | Rendimiento | GF      | GC      | Dif.    |         |         |         |         |
| -------------------------- | ------------------- | ------------------- | ----- | ---- | ---- | ---- | ---- | ----- | ---- | ---- | ---- | ----- | - | ------------- | ------------- | ------------- | ------------- | ------------- | - | ----- | ----- | ----- | ----- | -- | ----------- | ------- | ------- | ------- | ------- | ------- | ------- | ------- |
| Real Sociedad "B" · España | 3.ª                 | 2022-23             | 38    | 14   | 18   | 6    | 5.º  | -     | -    | -    | -    | -     | - | -             | -             | -             | 2             | 0             | 1 | 1     | 40    | 14    | 19    | 7  | 50.83%      | 52      | 37      | +15     |         |         |         |         |
| Real Sociedad "B" · España | 3.ª                 | 2023-24             | 38    | 12   | 15   | 11   | 9.º  | -     | -    | -    | -    | -     | - | -             | -             | -             | -             | -             | - | -     | 38    | 12    | 15    | 11 | 44.74%      | 43      | 41      | +2      |         |         |         |         |
| Real Sociedad "B" · España | 3.ª                 | 2024-25             | 34    | 15   | 9    | 10   | Inc. | -     | -    | -    | -    | -     | - | -             | -             | -             | -             | -             | - | -     | 34    | 15    | 9     | 10 | 52.94%      | 45      | 30      | +15     |         |         |         |         |
| Real Sociedad "B" · España | Total               | Total               | 110   | 41   | 42   | 27   | -    | -     | -    | -    | -    | -     | - | -             | -             | -             | 2             | 0             | 1 | 1     | 112   | 41    | 43    | 28 | 49.41%      | 140     | 108     | +32     |         |         |         |         |
| Real Sociedad · España     | 1.ª                 | 2025-26             | 1     | 0    | 1    | 0    | -    | 0     | 0    | 0    | 0    | -     | - | -             | -             | -             | -             | -             | - | -     | 1     | 0     | 1     | 0  | 33.33%      | 1       | 1       | +0      |         |         |         |         |
| Real Sociedad · España     | Total               | Total               | 1     | 0    | 1    | 0    | -    | 0     | 0    | 0    | 0    | -     | - | -             | -             | -             | -             | -             | - | -     | 1     | 0     | 1     | 0  | 33.33%      | 1       | 1       | +0      |         |         |         |         |
| Total en su carrera        | Total en su carrera | Total en su carrera | 111   | 41   | 43   | 27   | -    | 0     | 0    | 0    | 0    | -     | - | -             | -             | -             | 2             | 0             | 1 | 1     | 113   | 41    | 44    | 28 | 49.26%      | 141     | 109     | +32     |         |         |         |         |
| 1. 2.                      |                     |                     |       |      |      |      |      |       |      |      |      |       |   |               |               |               |               |               |   |       |       |       |       |    |             |         |         |         |         |         |         |         |

#### Resumen por competiciones
| Competición        | Partidos | Ganados | Empatados | Perdidos | %      | Resultado   |
| ------------------ | -------- | ------- | --------- | -------- | ------ | ----------- |
| Primera Federación | 112      | 41      | 43        | 28       | 49.41% | 5.º lugar   |
| LaLiga             | 1        | 0       | 1         | 0        | 33.33% | En disputa  |
| Copa del Rey       | 0        | 0       | 0         | 0        | 0%     | En disputa  |
| TOTAL              | 113      | 41      | 44        | 28       | 49.26% | Sin Títulos |